# Corrinne May
Corrinne Foo May Ying conocida como Corrinne May (19 de enero de 1973) es una música, cantante y compositora singapurense radicada en Los Ángeles.

## Biografía
Estudió en el Colegio Raffles Junior, la Universidad Nacional de Singapur y el Berklee College of Music.
Se casó con Kevin Hoo en 2003, a quien conoció a finales de 1996. Tienen una hija, Claire Hoo.

## Discografía
- 2001, Vuela lejos
- 2005, A salvo en un mundo loco
- 2006, El regalo
- 2007, Hermosa semilla
- 2012, Líneas torcidas

## Premios
- 2001, Premio Nuevo Folclórico, Festival Folclórico de Kerrville
- 2003, Mejor Álbum Contemporáneo, Just Plain Folks Music Awards
- 2007,COMPASS Compositor Joven del Año (Singapur)
- 2007, COMPASS Wings of Excellence (Singapur)
- 2007, Premio NUS Young Alumni (Singapur)